# Njagoaivi
Njagoaivi är en kulle i Finland.   Den ligger i den ekonomiska regionen Norra Lappland och landskapet Lappland, i den norra delen av landet, 1 000 km norr om huvudstaden Helsingfors. Toppen på Njagoaivi är 340 meter över havet.
Terrängen runt Njagoaivi är platt österut, men västerut är den kuperad.  Trakten runt Njagoaivi är nära nog obefolkad, med mindre än två invånare per kvadratkilometer. Det finns inga samhällen i närheten. Omgivningarna runt Njagoaivi är i huvudsak ett öppet busklandskap.